# Smalltalk
 For alternative betydninger, se Smalltalk (flertydig). (Se også artikler, som begynder med Smalltalk)
Smalltalk er et engelsk udtryk der refererer til en samtale uden dybere indhold, f.eks. om vejret eller høflige forespørgsler om familien. På overfladen kan denne virke overflødig, men er i praksis vigtig i sociale sammenhænge.